# Tengrizam
Tengrizam (tur. Tengricilik, azer. , turkm. , mong. , кин: 腾 格里) predstavlja moderan termin za centralno-azijske religije, koje karakteriše šamanizam, animizam, totemizam, politeizam i monoteizam i obožavanja predaka. Istorijski gledano, to je glavna religija Turkijaca, Mongola, Mađara, Prabugara, Huna i Ksiongnu naroda. To je bila državna religija šest drevnih država: Gokturskog kaganata, Avarskog kaganata, Zapadnoturskog kaganata, Stare Velike Bugarske, Dunavske Bugarske i države Hazara.
Khukh i Tengri doslovno znači „plavi” i „nebo”. Mongoli i dalje mole za „Munkh Khukh Tengri” („Večito Plavo Nebo”). Zbog toga se ponekad poetično Mongolija naziva „Zemlja Večnog Plavog neba”.  U savremenoj Turskoj tengrizam je takođe poznat kao Göktanrı dini, „Religija Boga neba”.